# René Guerrero
René Guerrero (ur. 7 maja 1973) – ekwadorski zapaśnik walczący w obu stylach. Zajął ósme miejsce na igrzyskach panamerykańskich w 1995. Dziewiąty na mistrzostwach panamerykańskich w 2000. Brązowy medalista igrzysk Ameryki Południowej w 1994 i 2002, a także igrzysk boliwaryjskich w 1993 i 2001. Czwarty na mistrzostwach Ameryki Płd. w 1993 roku.